# Taito
Taito Corporation este o companie japoneză specializată în jocuri video, jucării, mașini arcade și centre de jocuri, cu sediul în Shinjuku, Tokyo. Compania a fost fondată de afaceristul ucrainean Michael Kogan în 1953 ca Taito Trading Company, pentru a importa vodcă, automate și tonomate în Japonia. A început producția de jocuri video în 1973. În 2005, Taito a fost achiziționată de Square Enix, devenind o subsidiară deținută în totalitate de aceasta în 2006.
Taito este recunoscută ca un influent important al industriei în primii ani ai jocurilor video, producând o serie de jocuri arcade de succes, cum ar fi Speed Race (1974), Western Gun (1975), Space Invaders (1978), Bubble Bobble (1986) și Arkanoid. (1986). Alături de Konami, Namco și Sega, este una dintre cele mai importante companii de jocuri video din Japonia și prima care și-a exportat jocurile în alte țări. Câteva dintre jocurile sale au fost recunoscute de atunci ca importante și revoluționare pentru industrie - Space Invaders, în special, a contribuit major la creșterea industriei jocurilor video la sfârșitul anilor 1970, iar extratereștrii prezentați în jocuri sunt văzuți ca embleme iconice în industria jocurilor video.

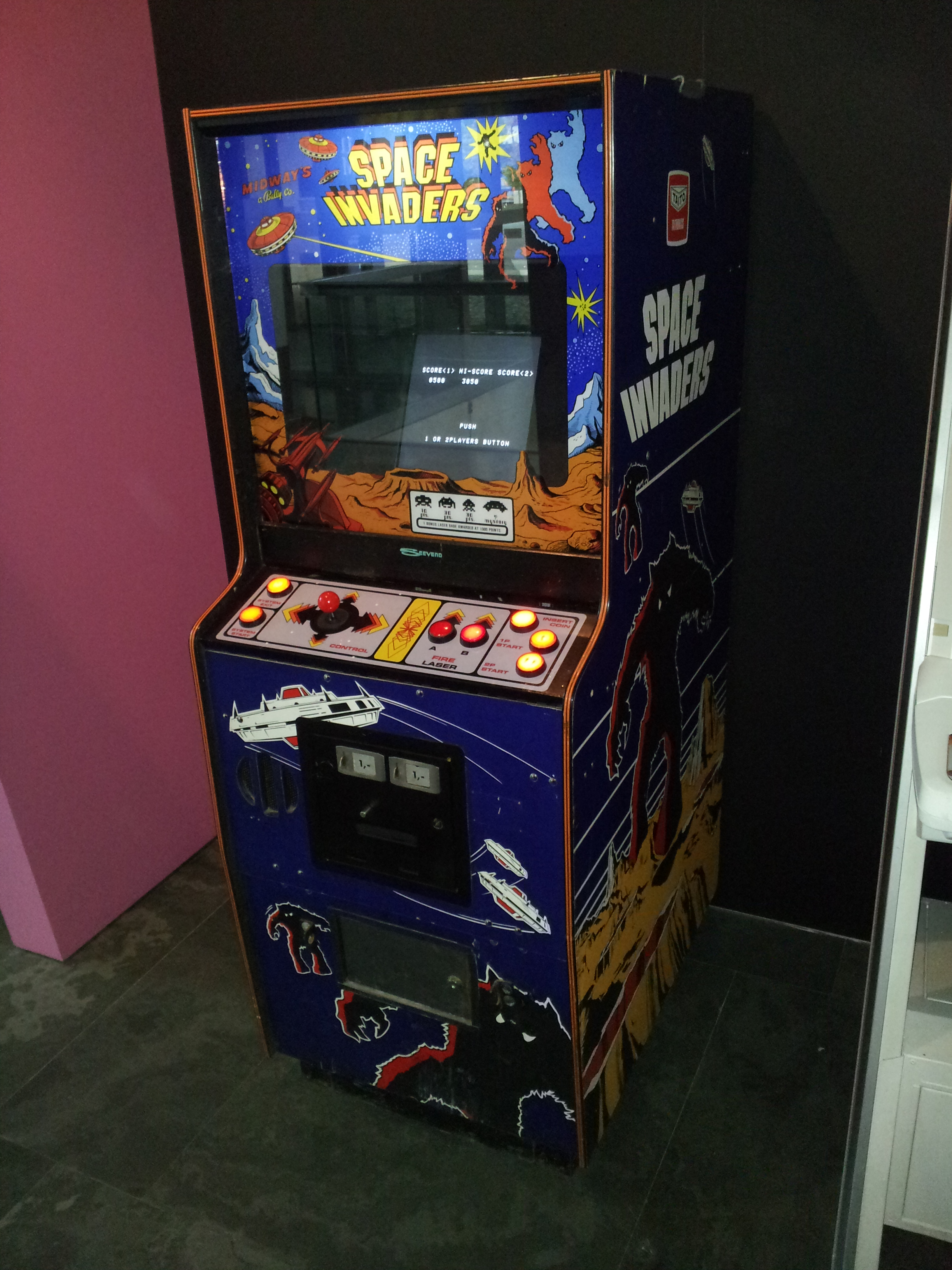

Compania deține un lanț de centre arcade, cunoscute sub numele de „Game Taito Stations”, în Japonia, pe lângă faptul că este un producător de jucării, păpuși din pluș și premii pentru surprinderea OZN-urilor.